# スルターン・オマール・アリ・サイフディーン・モスク

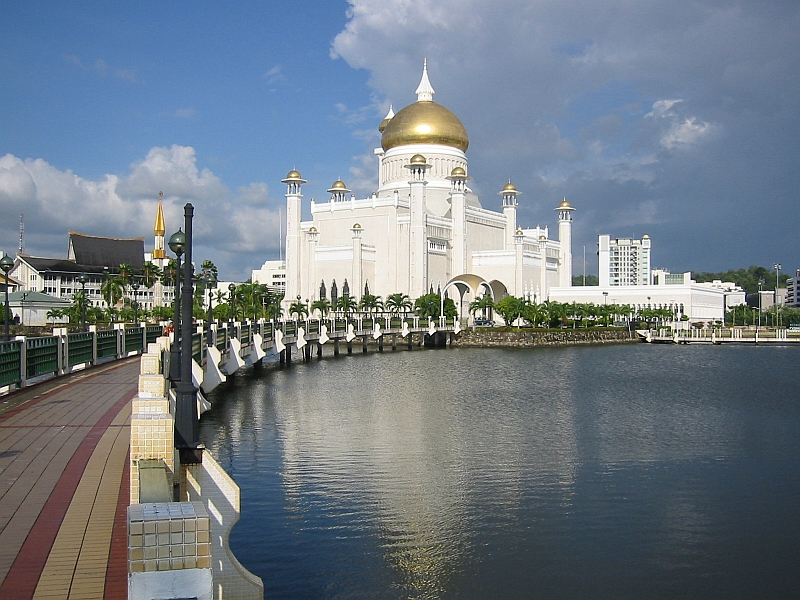
スルターン・オマール・アリ・サイフディーン・モスク

スルターン・オマール・アリ・サイフディーン・モスクは、ブルネイの首都バンダルスリブガワンにある王立モスクの一つ。同モスクは、アジア太平洋と主な観光名所で最も素晴らしいモスクのうちの1つと分類されている。このため、ブルネイの人々にとって一つの誇りにもなっている。通称オールドモスク。日本では単純にオマール・アリ・サイフディン・モスクと紹介されていることも多い。

## 概要

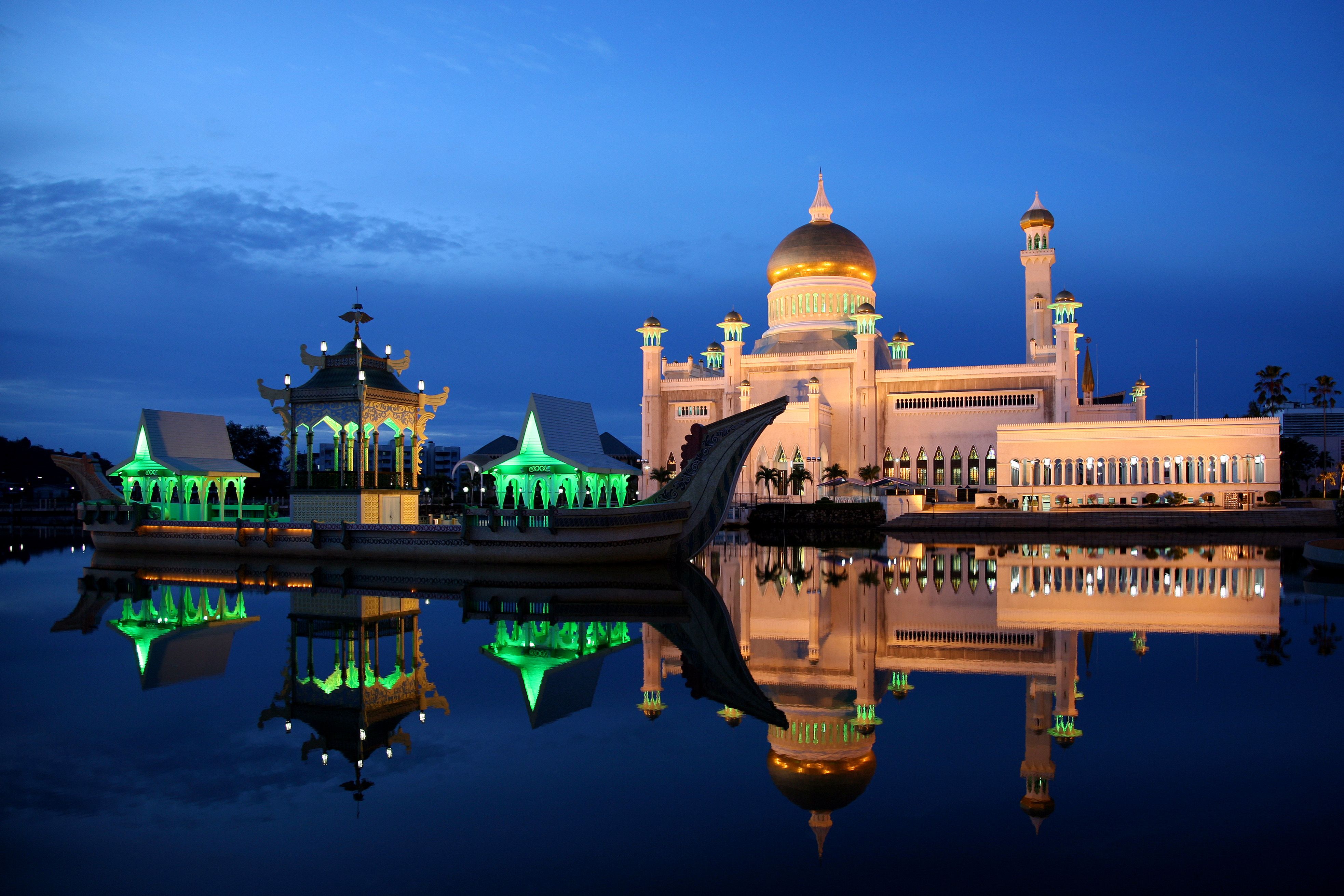
夜ライトアップされたスルターン・オマール・アリ・サイフディーン・モスク

モスクは1958年に第28代スルターンオマール・アリ・サイフディーン3世の命により設立された。モスクはイタリアの建築家によって作られたもので、大理石、水晶をはじめとする高価な財(大半が輸入されたもの)が使われている。庭の造りも芸術的で(天界をイメージしたとされる)ムスリム以外の人の評判も良い。
なお、モスクの近くにはカンポン・アイール(水上集落)がある。このモスクがあまりにも立派すぎるためか、カンポン・アイールの住人が貧しい生活を送っていると誤解する人も多いようだ。